# Grube Scharrenberg
Die Grube Scharrenberg ist eine ehemalige Eisen-Grube des Bensberger Erzreviers in Bergisch Gladbach. Das Gelände gehört zum Stadtteil Schildgen. Das Mutungsgesuch datiert vom 21. September 1853. Die Verleihungsurkunde stammt vom 22. Januar 1858 auf Eisenerze. Zwischen Kalmünten und Küchenberg erstreckt sich das Grubenfeld Scharrenberg. Der Fundpunkt lag in der Umgebung des Hauses Zum Waschbach 22. Die Bebauung hat dazu geführt, dass keinerlei Relikte mehr vorhanden sind. Über die Betriebstätigkeiten ist nichts Näheres bekannt.